# Quắm đen

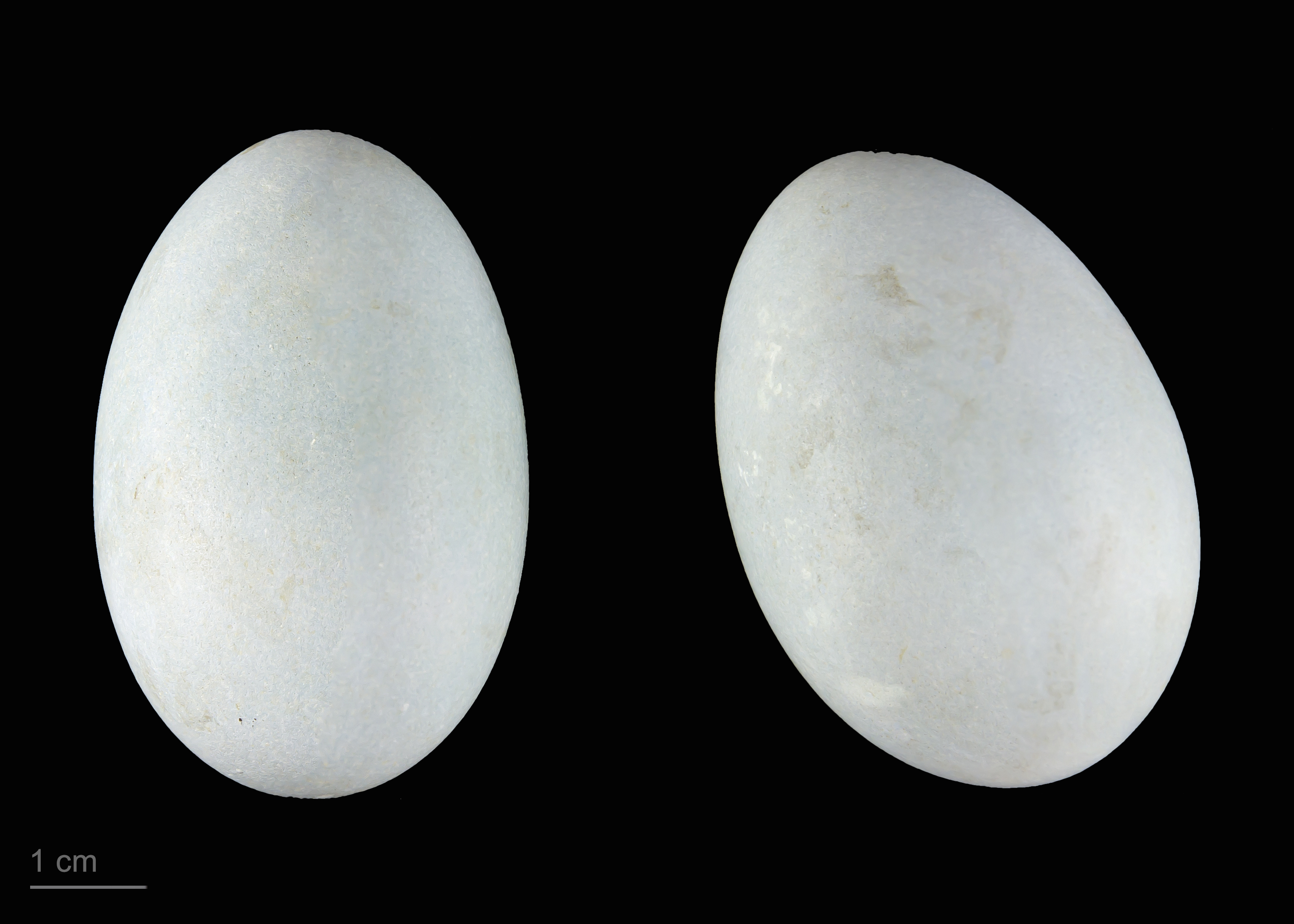
Plegadis falcinellus

Plegadis falcinellus là một loài chim trong họ Threskiornithidae.
Đây là loài cò quăm phổ biến nhất, sinh sản trong các địa điểm nằm rải rác ở các vùng ấm áp của châu Âu, châu Á, châu Phi, Australia và Đại Tây Dương và Caribbean và các vùng của châu Mỹ. Chúng được cho là có nguồn gốc từ Cựu thế giới lây lan một cách tự nhiên từ châu Phi tới miền bắc Nam Mỹ trong thế kỷ XIX, từ nơi nó lan sang Bắc Mỹ